# 團扇鰩亞科
团扇鳐亞科（學名：Platyrhininae）是軟骨魚綱鳐目犁頭鰩科的一個亞科。本亞科原為科級分類，其後被降格為犁頭鰩科之下的一個亞科。

## 分布
本亞科魚類分布於日本至南海間海域。

## 深度
水深5至80公尺。

## 特徵
体盘成菱形，吻突有一小突起，但吻软骨不发达，没有到吻部前方，吻宽，胸鳍发达几乎和吻连接，前部接近圆形，尾粗大平扁。

## 分類
团扇鳐亞科原來只包括团扇鳐屬一個屬，截至2021年6月25日，本亞科包括下列2個屬：
- 团扇鳐屬 ( Müller & Henle, 1838)
  - 湯氏團扇鰩(Platyrhina tangi)：又稱湯氏黃點鯆。
  - 中國團扇鰩(Platyrhina sinensis)：又稱中國黃點鯆。
  - 印度團扇鰩(Platyrhina psomadakisi)
  - 日向團扇鰩(Platyrhina hyugaensis)
- 拟团扇鳐属 Platyrhinoidis Garman, 1881
- 棘背擬團扇鰩 (Platyrhinoidis triseriata)

異名：
- Discobatus Garman, 1881 被視為團扇鰩屬的異名；
- Platyrhinoides：拼寫錯誤，接受名为拟团扇鳐属Platyrhinoidis Garman, 1881

## 生態
為底棲性魚類，喜棲於沙泥底質海域，有時會游入河口區。活動力差，僅能利用其強壯的尾部左右擺動，緩慢游泳於底部或將自己埋於沙中，僅露出眼睛及呼吸孔。

## 經濟利用
食用魚，但味劣，較不具食用價值。